# José Maria dos Santos
José Maria dos Santos (1 de Dezembro de 1831 — 19 de Junho de 1913) foi veterinário, empresário agrícola e político português; quando morreu era considerado o homem mais rico de Portugal.

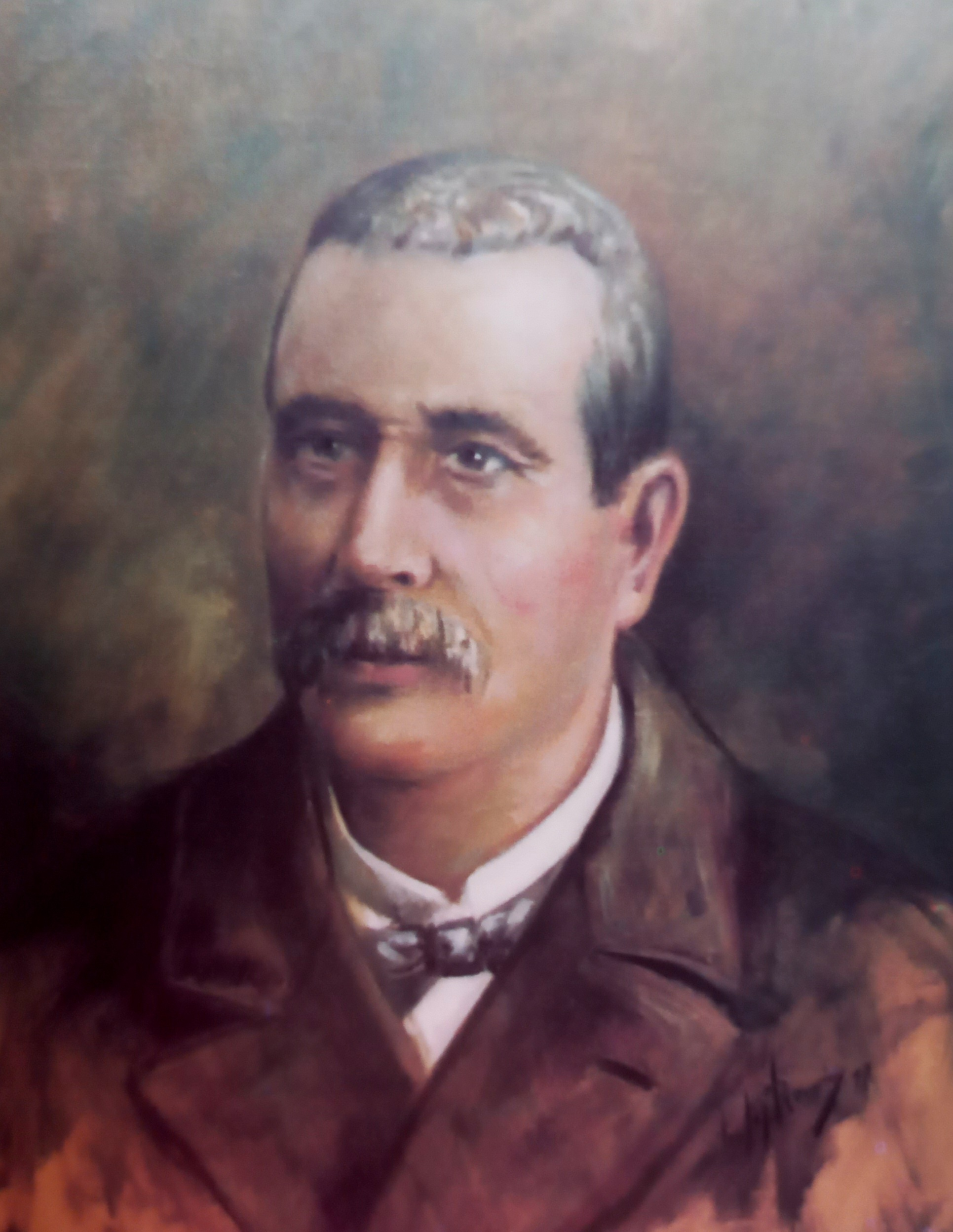
Retrato de José Maria dos Santos por Carlos Ramires (Colecção particular)

## Biografia
José Maria dos Santos, filho de Caetano dos Santos (ferreiro ou ferrador) e de Gertrudes Maria, transformou-se num opulento lavrador e no maior viticultor português, fruto de uma capacidade de gestão empresarial única na época. 
Diz-se que plantou a maior vinha do mundo, entre a Herdade de Rio Frio e Poceirão, depois de ter encontrado fortuna ao casar com Maria Cândida Ferreira Braga, filha do capitalista Alexandre José Ferreira Braga e baronesa de São Romão, por casamento com Manuel Gomes da Costa São Romão de quem ficara viúva. O barão de São Romão detinha  todos os títulos daquela propriedade que adquirira, na década de 1850, com a sesmaria de Venda do Alcaide, transferindo assim capitais do domínio urbano para o sector agrícola (o que à data não era uma atitude muito vulgar).
José Maria dos Santos foi deputado e Par do Reino. Já os títulos nobiliárquicos que pretenderam atribuir-lhe consta que rejeitou-os.

## Busto de José Maria dos Santos

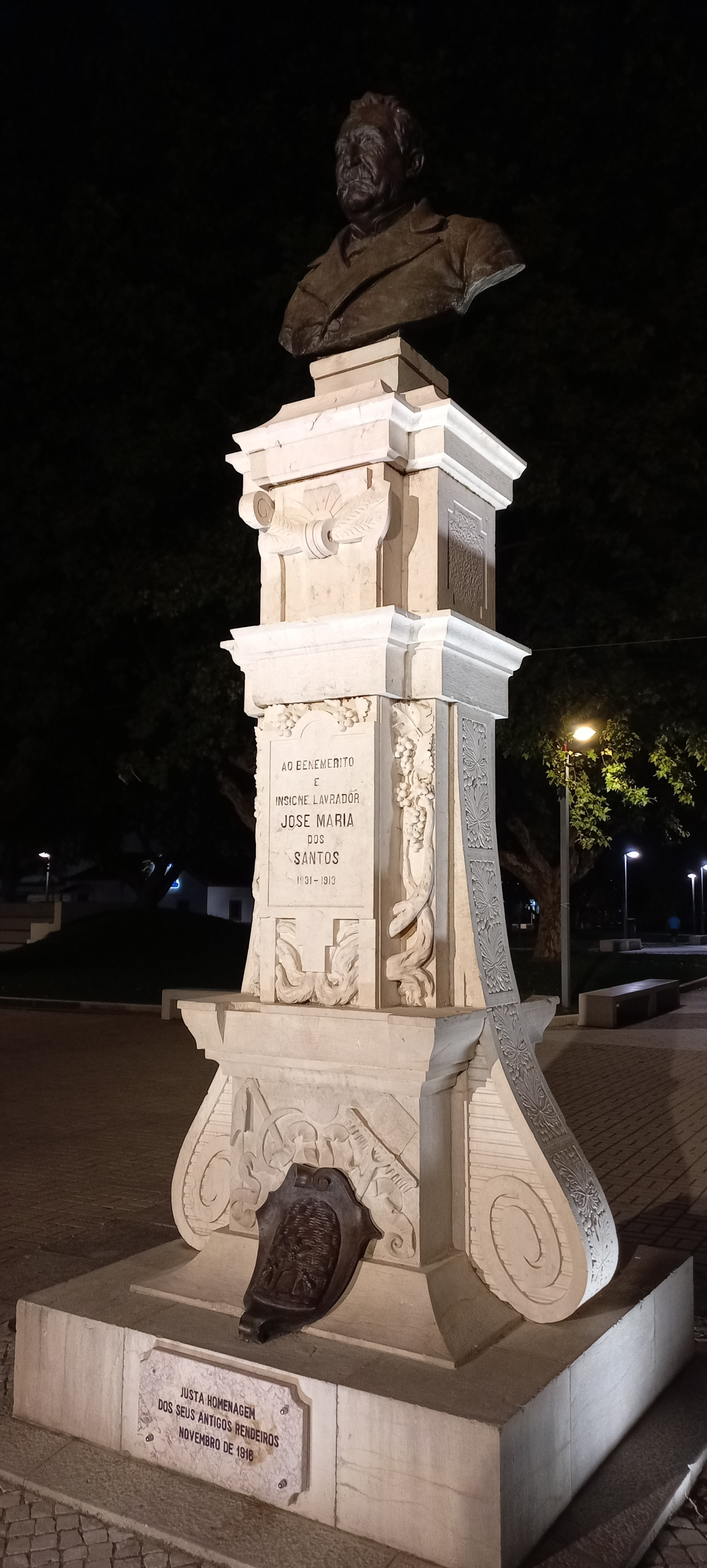
Monumento a José Maria dos Santos, em Pinhal Novo

Localizado na vila de Pinhal Novo, na praça homónima do lavrador, é feito em bronze, sustentado por uma base de cantaria decorada com motivos agrícolas, e está atribuída a sua autoria ao escultor e ceramista Costa Motta, Sobrinho (1877-1956). Foi mandado erguer pelos rendeiros do agricultor em 1916 e perpetua a presença de José Maria dos Santos, naquela localidade.